# کارل آدام پتری
کارل آدام پتری (به آلمانی: Carl Adam Petri) ریاضیدان و دانشمند علوم کامپیوتر آلمانی بود. او در سال ۱۹۲۶ در لایپزیک به دنیا آمد و در سال ۲۰۱۰ درگذشت.
او درحالی که تنها ۱۳ سال سن داشت مفهوم نوعی شبکه را ارئه کرد که شبکه پتری نام گرفت.

## زندگی و کار
کارل پتری در حالی که تنها ۱۳ سال داشت مفهومی را برای تحلیل واکنشهای شیمیایی ارائه کرد که بعدها شبکه پتری نام گرفت. او در جریان جنگ جهانی دوم به اسارت نیروهای انگلیسی درآمده بود.
پتری تحصیلاتش را در ۲۴ سالگی در سال ۱۹۵۰ در رشته ریاضیات دانشگاه فنی دارمشتات آغاز کرد و در سال ۱۹۶۲ از رساله دکتری خود در همین دانشگاه با عنوان «ارتباطات خودکار» دفاع کرد.
کارهای پتری کمک شایانی به پیشبرد علوم کامپیوتر، پردازش موازی و محاسبات توزیع یافته کرد.